# Vastitas Borealis
Vastitas Borealis (dal latino vastitas, "esteso bassopiano" e borealis, "nordico, boreale") è il più esteso bassopiano di Marte. È situato alle estremità settentrionali del pianeta e circonda la regione polare. La distesa giace 4-5 km al di sotto del raggio medio del pianeta.  Più a nord si trova Planum Boreum.

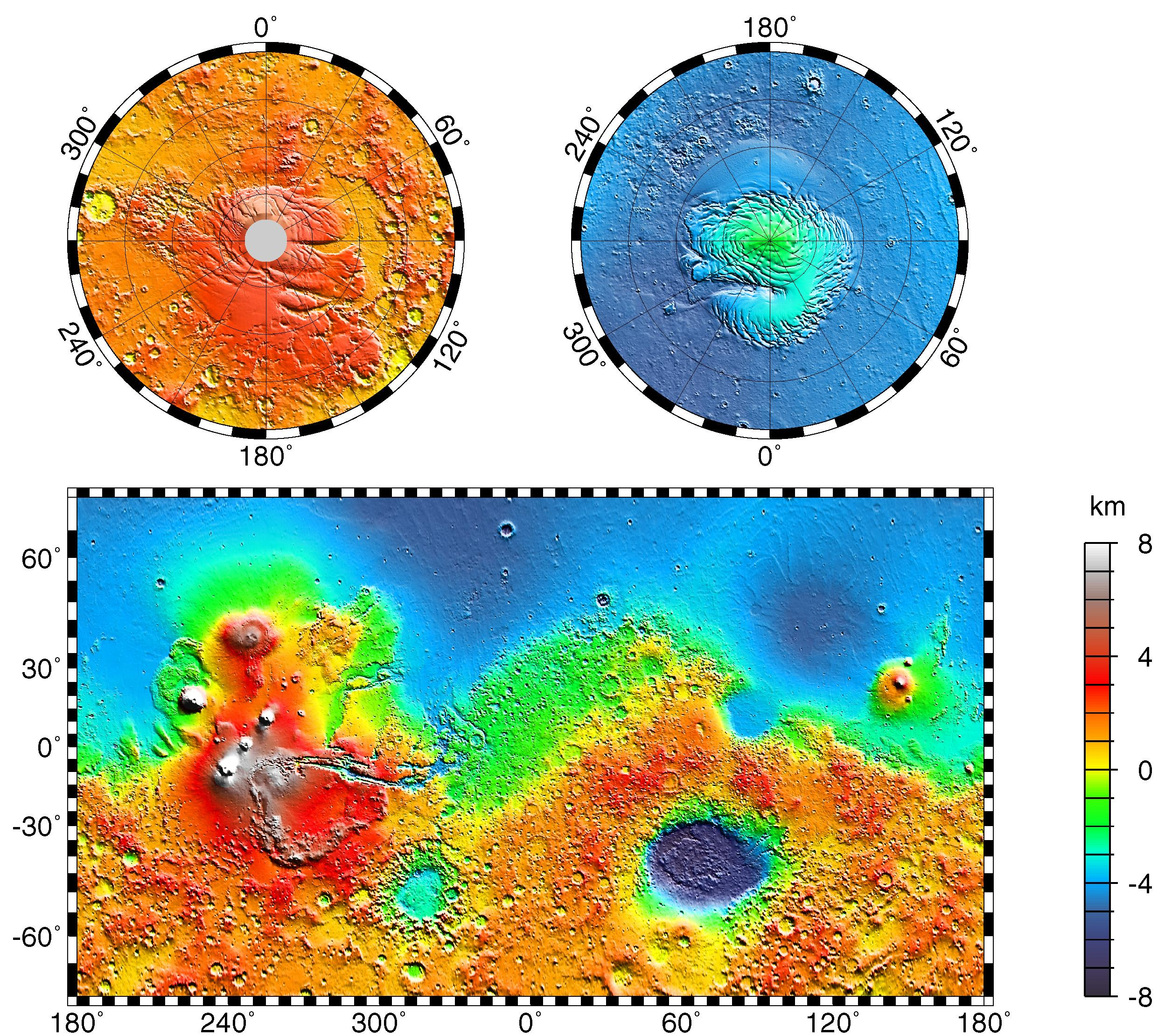
Vastitas Borealis è l'esteso bassopiano nella zona nord della mappa topografica.

All'interno di Vastitas Borealis sono riconoscibili due distinti bacini, il bacino del polo nord e Utopia Planitia. Alcuni studiosi hanno ipotizzato che ad un certo punto della storia geologica di Marte la distesa sia stata ricoperta da un oceano, mentre i suoi bordi meridionali sono stati interpretati come antiche linee costiere. Oggi queste pianure dolcemente digradanti sono segnate da mese, basse colline e crateri sparsi. Vastitas Borealis è un'area decisamente più liscia delle corrispettive zone dell'emisfero sud.

## Esplorazione
Nel 2005 la sonda Mars Express dell'ESA ha scoperto una considerevole quantità di ghiaccio d'acqua all'interno di un cratere di Vastitas Borealis. Le condizioni ambientali della zona sono compatibili con l'esistenza di ghiaccio d'acqua stabile. Il ghiaccio è stato rilevato dalla sonda a seguito della sublimazione del soggiacente strato di diossido di carbonio, all'inizio dell'estate nell'Emisfero Settentrionale. Si suppone che il ghiaccio d'acqua sia stabile per tutta la durata dell'anno marziano.
Ai primi di Agosto del 2007, la NASA ha lanciato una sonda chiamata Phoenix che è atterrata regolarmente in Vastitas Borealis il 25 maggio 2008 (agli inizi dell'estate marziana).  La sonda, che rimase stazionaria nel punto di atterraggio, aveva l'obiettivo di raccogliere e analizzare campioni di terreno con lo scopo di trovare acqua e determinare quanto ospitale potesse essere stato il pianeta. Rimase attiva fino a quando congelò circa tre mesi dopo.